# APAS-89-System

Grafische Darstellung des APAS-89-Systems

Das APAS-89-System (englisch Androgynous Peripheral Attach System, russisch АПАС, Андрогинно-периферийный агрегат стыковки für Androgynes Peripheres Koppelsystem) ist ein androgyner Kopplungsmechanismus für Raumschiffe. Es wurde aus dem APAS-75-System entwickelt, welches für das Apollo-Sojus-Test-Projekt eingesetzt wurde. Das APAS-89-System sollte ursprünglich das Andocken der Raumfähre Buran an die Raumstation Mir ermöglichen.

## Aufbau

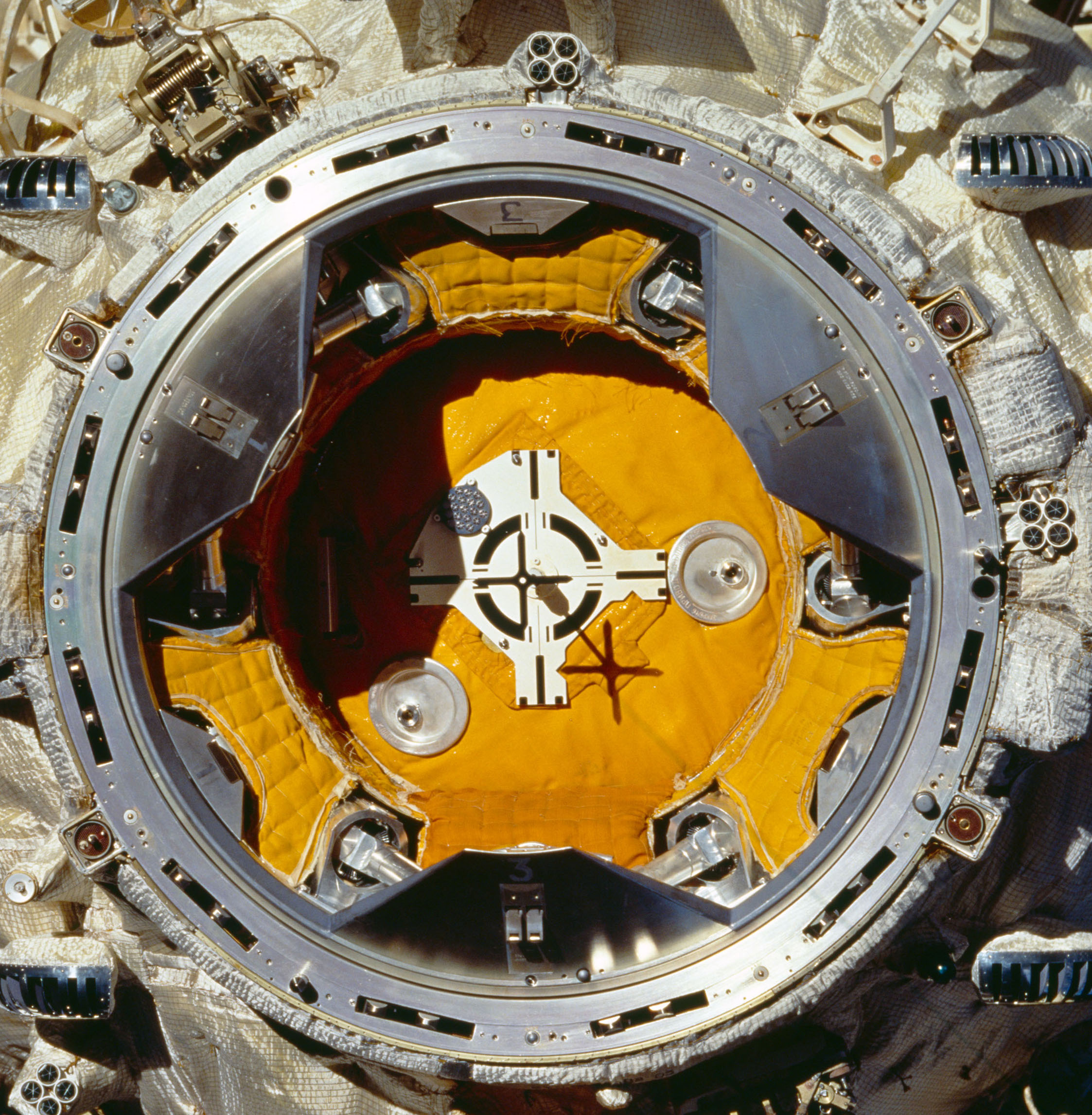
APAS-89 am Kristall-Modul

Im Vergleich zur Vorgängerversion APAS-75 wurde der Außendurchmesser von 2030 mm auf 1550 mm reduziert, was den Durchgangsdurchmesser auf ca. 800 mm begrenzte. Zusätzlich wurden die drei Leitführungen so modifiziert, dass sie sich von innen nach außen verjüngten.
Für die Apollo-Sojus Mission wurden folgende Werte für das Docking festgelegt:
- Annäherungsgeschwindigkeit: 0,05–0,3 m/s
- Längsachsenabweichung: maximal 30 cm
- Nick-, Gier- und Rollversatz: maximal 7°
- Winkelgeschwindigkeit aktives Raumschiff: maximal 1°/s
- Winkelgeschwindigkeit passives Raumschiff: maximal 0,1°/s
- Seitliche Relativgeschwindigkeit: maximal 0,1 m/s

## Geschichte
1990 wurde das System an die Vorderseite des Raumlabores Kristall installiert. Das erste Mal verwendet wurde das System im Jahre 1993 von Sojus TM-16, der bis heute einzigen Sojus-Mission, welche diesen Kopplungsmechanismus verwendete. Mit dem Zusammenbruch der Sowjetunion und dem Ende des Buran-Programms waren nun Space-Shuttle-Missionen zur Mir geplant. Hierfür wurde das neu entwickelte APAS-89-System mit dem Shuttle Docking Module erweitert. Für die Internationale Raumstation und die hierfür benötigten Shuttle-Einsätze wurde das System als APAS-95 weiterentwickelt.